# Nagaichthys
Nagaichthys is een monotypisch geslacht van straalvinnige vissen uit de familie van de stekelalen (Chaudhuriidae).

## Soort
- Nagaichthys filipes Kottelat & Lim, 1991